# Golf de Mirabello
El Golf de Mirabello (grec Κόλπος Μιραμπέλου) és un golf del Mar de Creta, al nord-est de l'illa de Creta.
A l'antiguitat, aquesta zona va tenir importància per a la metal·lúrgia del coure, com l'assentament minoic a l'illa de Psira o la ciutat dòrica de Lató